# Chozas de Canales (kommunhuvudort)
Chozas de Canales är en kommunhuvudort i Spanien.   Den ligger i provinsen Toledo och regionen Kastilien-La Mancha, i den centrala delen av landet, 50 km sydväst om huvudstaden Madrid. Chozas de Canales ligger 548 meter över havet och antalet invånare är 1 912.
Terrängen runt Chozas de Canales är platt. Runt Chozas de Canales är det ganska tätbefolkat, med 80 invånare per kvadratkilometer. Närmaste större samhälle är Fuensalida, 14,9 km väster om Chozas de Canales. Trakten runt Chozas de Canales består till största delen av jordbruksmark.